# Circo Price

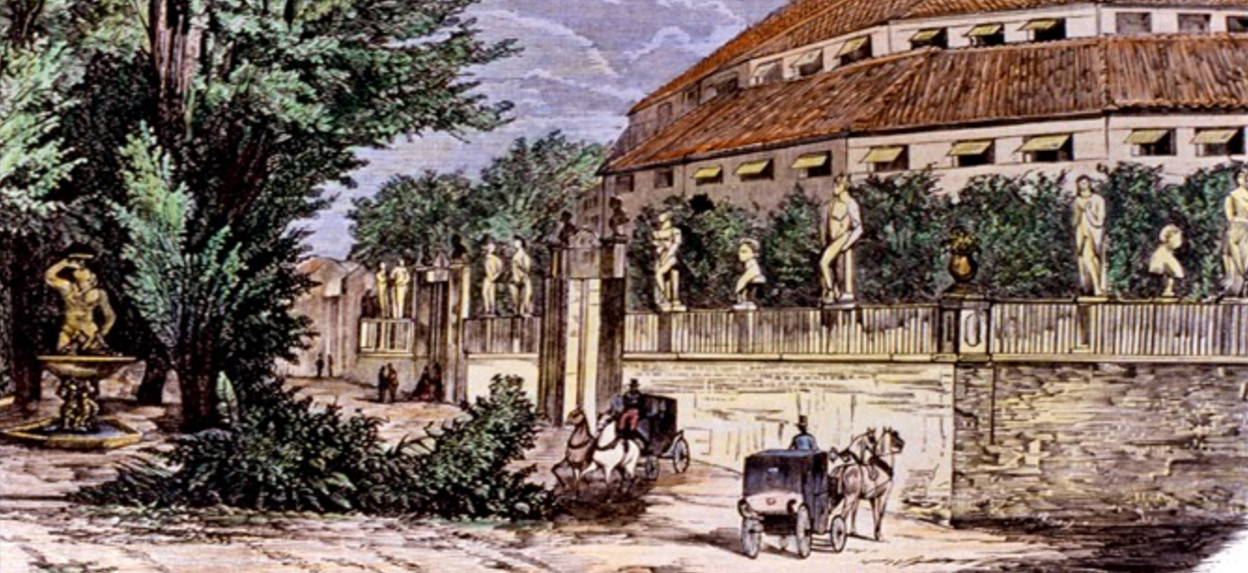
El Circo Hípico de Thomas Price, fundador en 1853 y primer propietario del Circo Price, en un grabado de su primera instalación en el barracón del paseo de Recoletos.

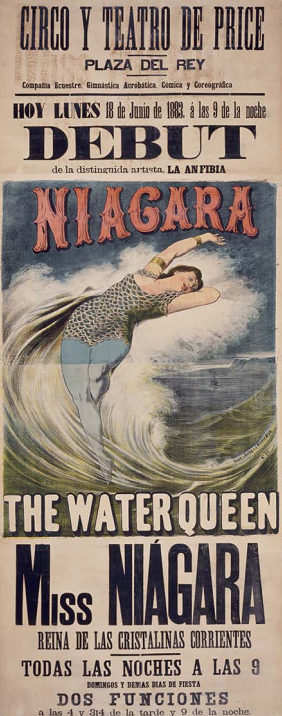
Cartel del debut de la «distinguida artista la anfibia Miss Niágara».

El Circo Price fue un circo fundado en 1853 por el écuyer irlandés Thomas Price, e instalado en el paseo de Recoletos de la ciudad de Madrid (España) y trasladado en 1880 a la Plaza del Rey, ocupando el solar en el que habían estado el Circo Olímpico y luego el Teatro del Circo. El antiguo Teatro-Circo de Price fue demolido en 1970. En marzo de 2007, el Ayuntamiento de Madrid le dio este nombre al nuevo centro cultural de la Ronda de Atocha, que incluye un circo estable.

## Historia
Thomas Price pertenecía a una familia inglesa (según algunos biógrafos, irlandesa) con gran tradición circense. Price llegó a España hacia 1847 (otras fuentes dan 1857), e instaló su cuadra de acróbatas a caballo en el madrileño paseo de Recoletos, hasta que se trasladó al nuevo local de la plaza del Rey, en el mismo solar que, desde 1834, había ocupado el Circo Olímpico de Paul Laribeau y, luego, ya dirigido por Price, el Teatro del Circo, destruido por un incendio en 1876.
Tras un accidente en una gira, Price murió en 1877, haciéndose cargo del nuevo local otro caballista, William Parish, casado con Matilde de Fassi, ahijada de Thomas Price. El Price se convirtió durante un tiempo en Circo Parish, hasta que recuperó su antiguo nombre a principio del siglo XX. Cuando William Parish murió en 1926, le sucedió en el negocio su hijo Leonard que poco después se fusionó con el Circo Americano.
Los años comprendidos entre Primera y Segunda Guerra Mundial fueron la época de mayor esplendor del Circo Price. Luego gozó de una segunda etapa de gloria en la década de 1960.

### Las matinales del Price
El 18 de noviembre de 1962 se iniciaron las que llegaría a ser populares Matinales del Price, a iniciativa de Pepe Nieto (batería del grupo Los Pekenikes) y su hermano, el periodista Miguel Ángel Nieto. Se trataba de sesiones de música pop (en aquel momento incipiente en España), celebradas las mañanas de los domingos, con gran aceptación por parte de los jóvenes del momento. Actuaron artistas como Mike Ríos, Micky y Los Tonys, Albert Hammond o Los Diablos Negros. Tras 29 sesiones, fueron clausuradas tras una campaña en su contra por parte del Diario Pueblo. Tras ello, el Price inició un lento declive —común al movimiento circense en general en aquellos años—, hasta que fue clausurado, vendido y derribado en 1970.
Entre las más famosas estrellas del Price, estuvo la trapecista Pinito del Oro, conocida internacionalmente por sus intervenciones en los rodajes de películas como El fabuloso mundo del circo, dirigida por Henry Hathaway y rodada en 1964. En este momento el circo estaba dirigido por el ilusionista Pablo Vega de la Iglesia, más conocido como «Marcel», casado con la trapecista «Alda».

## El Price del siglo XXI
En 2007, el Ayuntamiento de Madrid recuperó el Teatro Circo Price, como circo estable de la ciudad, bajo la gerencia de Tato Cabal y la coordinación artística de Joan Montanyés en un nuevo edificio ubicado en la Ronda de Atocha. La inauguración se realizó con el espectáculo Charivari, puesto en escena por Joseph Bouglione, director del Cirque d'hiver de París (Francia), además de las actuaciones de Manuel Álvarez (premio Nacional de Circo en 2004), Suso Clown (premio Nacional de Circo en 2003) y la compañía brasileña Neves (premio especial del Jurado del Festival de Massi en 2006), que se presentaba en España por primera vez. Desde su inauguración hasta 2009, frente a la dirección artística estuvo Joan Montanyès. Luego desde 2009 hasta su fallecimiento en 2013, Pere Pinyol fue el responsable de la dirección artística del Price. En 2017, María Folguera, hasta entonces responsable de programación del Price, fue seleccionada como directora artística del centro tras un proceso de concurso público convocado por el Ayuntamiento de Madrid.

### El nuevo edificio

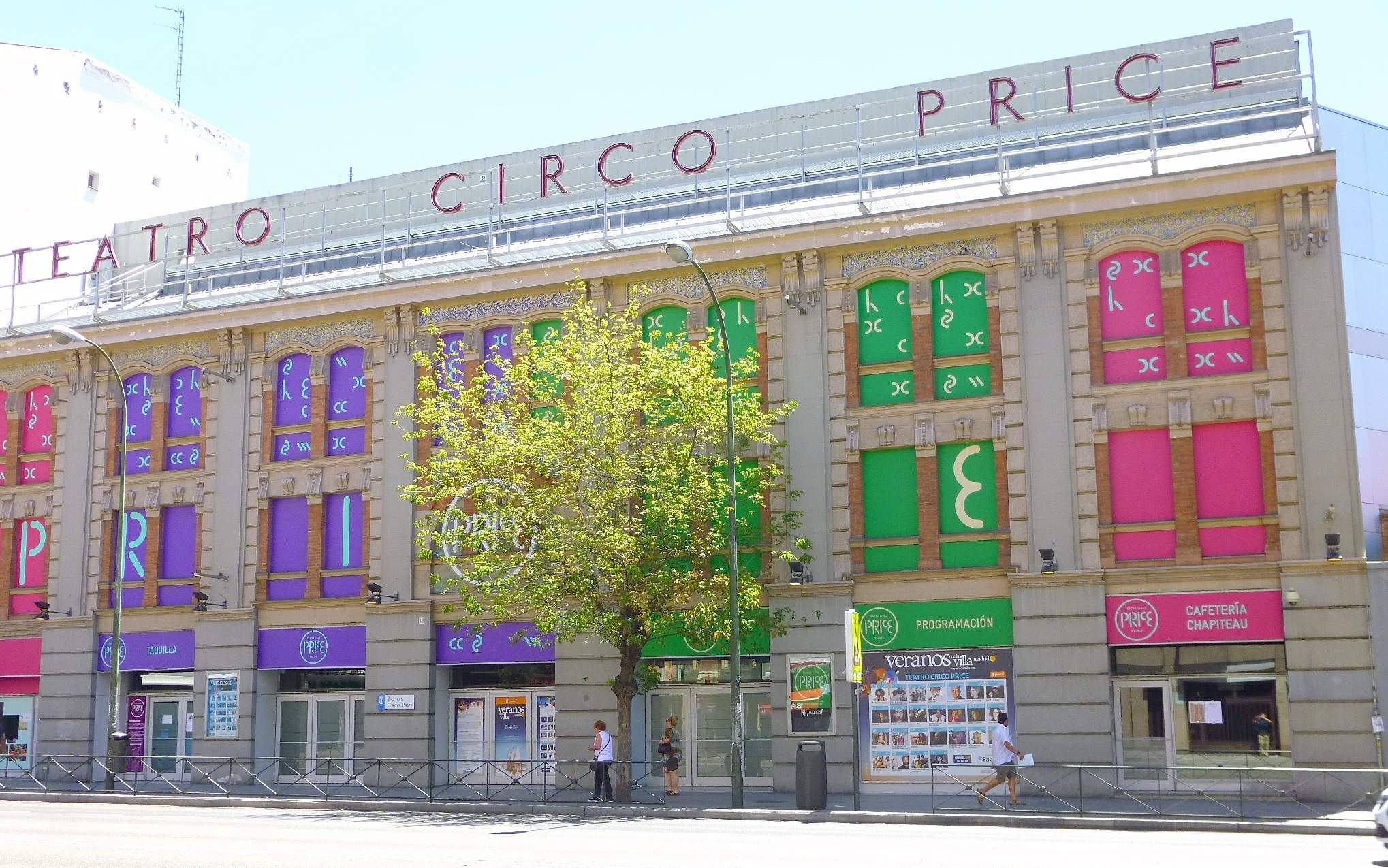
Fachada del nuevo edificio del Teatro Circo Price.

El conjunto cultural que acoge el nuevo Price está formado por varias piezas poliédricas, como prismas de base rectangular, circular y trapezoidal; encajadas en secuencia que conforman seis edificios, rodeados de espacios al aire libre, con entradas por la Ronda de Atocha y la calle Juan Sebastián Elcano.
En el centro del complejo está ubicada una sala de circo circular adaptable para teatro, con una pista cuyo diámetro puede pasar de los 13 a los 21 metros, con un escenario de estilo italiano, plataformas elevables para foso, escena y orquesta. El edificio combina elementos originales del pasado industrial del edificio de estilo neomudéjar con estructuras modernas, como la cubierta de tambor que es un muro circular de cristal. Esta gran sala actúa como eje de las diferentes estancias del complejo.
Las instalaciones tienen capacidad para 2000 espectadores y la posibilidad de acoger diferentes actividades, como talleres y exposiciones que plasmen la diversidad en la evolución del arte.